# Maladera rolciki
Maladera rolciki är en skalbaggsart som beskrevs av Ahrens 2004. Maladera rolciki ingår i släktet Maladera och familjen Melolonthidae. Inga underarter finns listade i Catalogue of Life.